# فولتمتر الهواء المؤين

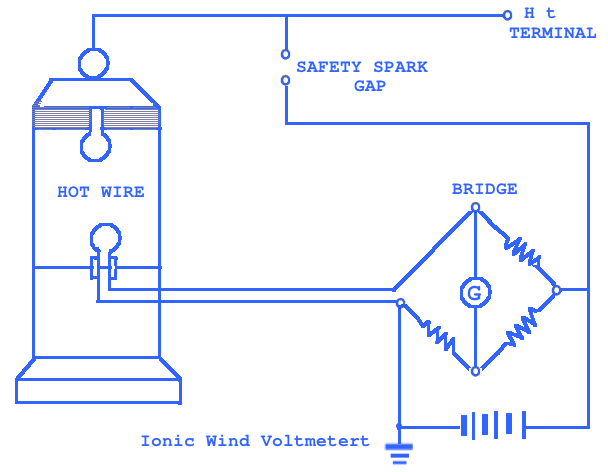
المخطط الصندوقي لفولتمتر الهواء المؤين

فولتمتر الهواء المؤين (بالإنجليزية: Ionic wind voltmeter)‏ يستخدم هذا الجهاز في القياس المباشر للجهد العالي، وبواسطة هذا الجهاز فإن كلاً من القيم الفعالة، والقيم العظمى لجهد التيار المتردد ، وكذلك جهود التيار المستمر  يمكن قياسها.

## مبدأ عملية القياس
يبنى الجهاز على مجموعة أُسس حيث أنه عندما تُشحن نقطة بصورة كبيرة وتُترك في الهواء أو بعض الغازات فإن الهواء المحيط بالنقطة يبدأ بالتصاعد، وهذا يسمى بالريح الكهربائية، وهذا يحدث نتيجة تنافر الأيونات من النقطة بسبب المجال الكهروستاتيكي، وتتصادم هذه الأيونات بالجزيئات غير المشحونة والقريبة منها وتحمل الجزيئات معها، وهذا ينشئ الريح الكهربائية.
وإذا تم وضع الكترود مؤرض بالقرب من الكترود آخر عالي الشحنة، عندئذٍ تهب الريح الكهربائية بالقرب من الإلكترود المؤرض وبين الالكترودين، ويستخدم هذا المبدأ في الفولتمتر ذو الهواء المؤين.

## المكونات
في هذا الفولتمتر، يوجد عدد 2 الكترود hv، وأرضي موضوعين في غرفة غاز على مسافة معينة، وفي غرفة الغاز سلك حار مكون من سبيكة من الذهب والبلاتينيوم، يستخدم كالكترود أرضي والذي يدخل ضمن أحد أذرع قنطرة هويتستون.

## عملية القياس
في البداية لا يسلط الجهد العالي على الكترود hv، وفي هذه الحالة تكون القنطرة متزنة أي أن الجلفانومتر لا يعطي أي انحراف، ونظراً لمرور التيار خلال السلك الحار فإنه يُسخن، ثم يُسلط الجهد العالي، وعندما تزيد قيمته عن قيمة محددة تسمى جهد المدخل، تبدأ الريح الكهربائية تهب وبالتالي يبرد السلك، لذا تقل مقاومة هذا السلك، وهذا التغير في مقاومة السلك الساخن يجعل الجلفانومتر ينحرف، وبزيادة الجهد العالي المسلط، يحدث تبريد أكثر والذي يسبب زيادة في انحراف الجلفانومتر، لكن انحراف الجلفانومتر يعتمد أيضاً على بعض العوامل مثل:
1. نوع الغاز.
2. ضغط الثغرة الهوائية.
3. درجة حرارة الإلكترود.
4. تردد الجهد.

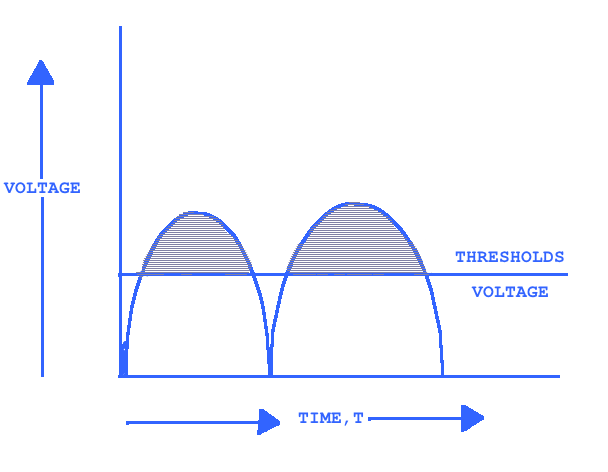

وإذا كان الجهد المقاس هو جهد متردد، فإن الجزء فقط من جهد الموجة المؤثر هو الجزء الذي يقع فوق قيمة جهد المدخل، ومن وجهة نظر تبريد السلك الساخن  إذا وجد اثنين أو أكثر من أشكال موجة الجهد، فإن القيم الفعالة  لهم يجب أن تكون متساوية، ولكن نظراً لاختلاف مساحة شكل الموجة فوق خط جهد الدخل، فإنها القيم الفعالة سوف تختلف ولذلك فإن شكل موجة الجهد سوف يؤثر على قراءة الجهاز، ومعايرة مثل هذه الأجهزة تتم بواسطة الشكل الموجي الجيبي.

## المميزات
المميزات الرئيسية لهذا الفولتمتر هي كالآتي :
1. يمكن قياس الجهد العالي وحتى 300kv مباشرة بواسطة هذا الجهاز.
2. يمكن تنفيذ قياس الجهد على مسافة معينة من موصل الجهد العالي.
3. تكوينه متين.
4. يمكن استخدامه في أي مكان مفتوح لأنه خالي من الاضطرابات، تأثير الجو، تأثير درجة الحرارة.